# Jack Johnson (음반)
| 전문가 평가                   | 전문가 평가 |
| 평가 점수                     | 평가 점수   |
| 출처                          | 점수        |
| ----------------------------- | ----------- |
| AllMusic                      | [ 1 ]       |
| Blender                       | [ 2 ]       |
| Boston Herald                 | [ 3 ]       |
| Christgau's Record Guide      | A+          |
| Down Beat                     | [ 5 ]       |
| Encyclopedia of Popular Music | [ 6 ]       |
| The Guardian                  | [ 7 ]       |
| MusicHound Jazz               | 4.5/5       |
| The Penguin Guide to Jazz     | [ 9 ]       |
| The Rolling Stone Album Guide | [ 10 ]      |

《Jack Johnson》(재발매 시 《A Tribute to Jack Johnson》라고도 함)은 미국의 재즈 트럼펫 연주자, 작곡가, 밴드리더 마일스 데이비스의 스튜디오 음반이자 사운드트랙이다. 1971년 2월 24일, 컬럼비아 레코드에 의해 발매되었다.
이 음반은 데이비스가 잭 존슨의 삶을 다룬 빌 케이튼의 동명 다큐멘터리를 위해 구상한 것이다. 25분 이상의 두 트랙은 1970년 2월 18일과 4월 7일에 뉴욕의 30번가 스튜디오에서 녹음된 것으로 제작되었다. 데이비스는 존슨의 사가의 정치적, 인종적 하위 텍스트와 그 시대의 하드 록과 펑크 사운드에 영감을 받아 스튜디오에서 록에서 영감을 받은 음악가들, 기타리스트 존 맥러플린과 소니 샤록, 키보디스트 허비 행콕과 칙 코리아, 클라리넷 연주자 베니 모핀, 드러머 잭 디조넷과 빌리 코범의 라인업을 이끌었다.
《Jack Johnson》은 레코드 차트에서 겸손한 연기를 펼쳤고 일반적으로 현대 비평가들에게 좋은 평가를 받았다. 이 음반은 데이비스의 경력과 재즈 록 장르에서 가장 뛰어난 음반들 중 하나로 간주되고 있으며, 그가 록 음악에 가장 노골적인 모험을 감행한 음반이기도 하다. 2003년, 오리지널 음반은 녹음 세션에서 이전에 발매되지 않은 음악을 담은 5장의 박스 세트인 《The Complete Jack Johnson Sessions》의 일부로 재발행되었다.

## 배경
1970년, 데이비스는 복싱 프로모터 빌 케이튼으로부터 잭 존슨의 삶에 관한 다큐멘터리를 위해 음악을 녹음해 달라는 요청을 받았다.  존슨의 사가는 음반의 라이너 노트에 존슨의 권투 선수로서의 숙달, 빠른 자동차, 재즈, 옷, 아름다운 여성에 대한 친화력, 재구성되지 않은 흑인 남성, 백인 남성에게 커다란 흑인 남성다움의 위협적인 이미지를 쓴 음악가에게 개인적으로 반향을 일으켰다. 그 결과 나온 음반 《Jack Johnson》은 1957년 《Ascenseur pour l'échafaud》에 이어 데이비스가 작곡한 두 번째 영화 음악였다.

## 곡 목록
모든 곡들은 마일스 데이비스에 의해 작곡하였다.
| #  | 제목          | 재생 시간 |
| -- | ------------- | --------- |
| 1. | 〈Right Off〉 | 26:53     |

| #  | 제목          | 재생 시간 |
| -- | ------------- | --------- |
| 1. | 〈Yesternow〉 | 25:34     |